# Movimiento Democrático Brasileño
El Movimiento Democrático Brasileño fue un partido político brasileño, fundado el 5 de abril de 1965, durante la dictadura militar en un momento de obligado bipartidismo. 
El 31 de marzo de 1964 las fuerzas armadas deponen al presidente constitucional João Goulart y le entregan el poder al "Comando Supremo de la Revolución" durante la breve presidencia de Pascoal Ranieri Mazzilli; en abril es aprobado el AI-1 que suspende los derechos políticos de numerosas figuras, incluidos los expresidentes Juscelino Kubitschek, Jânio Quadros y João Goulart. Tras múltiples marchas y contramarchas se firma del AI-2 que extingue varios partidos políticos y crea dos nuevos partidos: la ARENA (Alianza Renovadora Nacional) y el MDB (Movimiento Democrático Brasileño) que congregarían respectivamente a las fuerzas situacionistas y las de la oposición "tolerada" al gobierno. 
Durante la dictadura militar eran elegibles los cargos municipales y los miembros de la Cámara de Diputados de Brasil y el Senado de Brasil. En estos dos últimos órganos, el MDB obtuvo importantes victorias, sobre todo en los años 70, ante el partido rival oficialista, ARENA. La línea dura del régimen actuó siempre contra el partido opositor, considerando que la apertura política perjudicaba la seguridad nacional.
El MDB desapareció el 27 de noviembre de 1979 junto al sistema bipartidista, pero fue refundado con el nombre de Partido del Movimiento Democrático Brasileño. El MDB fue disuelto de manera oficial por el Tribunal Superior Electoral el 15 de febrero de 1980 al aplicar la nueva Ley Electoral que regulaba los partidos políticos.